# Marija Il'inična Miloslavskaja
Marija Il'inična Miloslavskaja, in russo Мария Ильинична Милославская? (Mosca, 1625 – Mosca, 2 marzo 1669), fu Zarina di Russia come prima moglie dello zar Alessio I e madre di due zar: Fëdor III e Ivan V e della reggente Sof'ja Aleksejevna.

## Biografia
Figlia più giovane del boiardo e diplomatico Il'ja Danilovič Miloslavskij e della di lui moglie Ekaterina Fëdorovna Narbekova, fu prescelta dallo zar Alessio I, non appena questi raggiunse l'età per sposarsi, fra centinaia di figlie di nobili. La scelta fu patrocinata dal precettore dello zar, il boiaro Boris Morozov, che sposò la sorella di Marija, Anna. Un'altra sorella, Irina, sposò il principe Dmitri Dolgoruki.
I matrimoni procurarono una grande influenza a corte sia al boiaro Boris Morozov che al padre di Marija, Ilja Miloslavskij. Questi approfittò molto della sua posizione nel ventennio tra il 1648 ed il 1668, anno della sua morte, avvenuta pochi mesi prima di quella della figlia Maria. Il matrimonio è stato descritto come felice. Maria è stata descritta come bella, ma circolava anche una voce secondo la quale ella avrebbe potuto essere una strega. 
Marija ebbe dallo zar Alessio I tredici fra figli e figlie. Di questi raggiunsero l'età adulta due maschi, gli zar Fëdor III e Ivan V, e sei femmine, la terza delle quali, Sofia Alekseevna, fu Reggente di Russia dal 1682 ed il 1689. Maria morì alcuni mesi dopo il suo padre. Quando morì, si credette che lo zar non si sarebbe mai risposato.

## Successori
Sia i due figli maschi di Marija Il'inična che le loro sorelle non ebbero successori diretti. Una lontana cugina, Solomonida Michailovna Miloslavskaja, sposò Andrei Vasil'evič Tolstoj, e fu così progenitrice del famoso scrittore russo Lev Tolstoj. Nel XX secolo il più anziano dei suoi successori ottenne dallo zar Nicola II l'autorizzazione ad aggiungere al proprio cognome quello già da tempo estinto dei Miloslavskij. I successori sono oggi conosciuti con il cognome Tolstoi-Miloslavski